# Sehenswürdigkeiten auf und am Seeberg bei Gotha
Auf und am Seeberg bei Gotha befinden sich neben einem Naturlehrpfad diverse Sehenswürdigkeiten.

## Geografie

### Geierslache

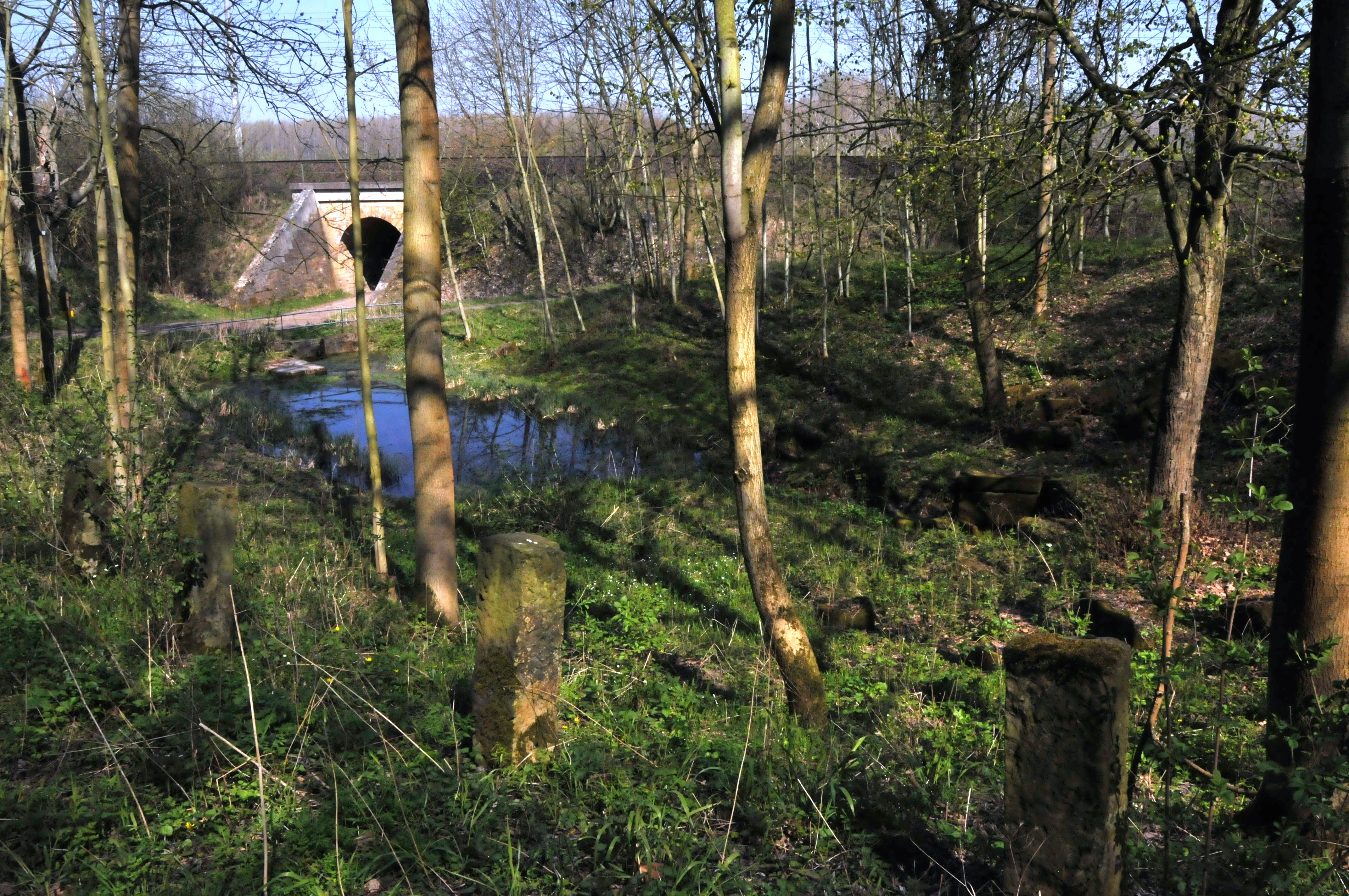
Geierslache

Die Geierslache (auch Geyerslache) ist eine Tümpelquelle, deren Wasser in den Siebleber Teich fließt. Die Geierslache steht heute unter Naturschutz. Der Abfluss erfolgt über ein Röhrensystem und mündet beim Bootssteg im Siebleber Teich. Die Wassermenge (etwa 26 Kubikmeter pro Tag) reicht nicht zur ausreichenden Befüllung des Teiches, daher liegen Pläne vor, das Wasser aus dem Schmiedebrunnen (siehe unten) über die Geierslache in den Teich zu führen. Ein weiterer Zufluss erfolgt über den Vorfluter der Rot, einem Bach, der aus Siebleben kommt und die Ebene zwischen Siebleben und Tüttleben in Richtung Seebergen und Cobstädt entwässert.

### Siebleber Teich
Aus geschichtlichen Unterlagen ist zu entnehmen, dass das Siebleber Ried mit dem heutigen Teichgelände zwischen Seebergen und Siebleben der Rest eines eiszeitlichen Sees ist. Zur Schaffung fruchtbaren Geländes wurde das Gebiet über den Rot-Bach, der in Wandersleben in die Apfelstädt mündet, entwässert. 1717 wurde der Teich anstelle der größeren spätglazialen Wasserfläche neu angelegt. Der Aushub diente zur Errichtung breiter Umfassungsdämme im Süden, Osten und Norden. Er sollte ein herzoglicher Fischteich werden, einer von vielen.
Bereits 1760 machte sich die zunehmende Verlandung bemerkbar. Nach anfänglichen guten Fangergebnissen fror der Teich in den Kältejahren 1754/55 und 1779/80 völlig durch, wodurch ein totaler Fischverlust eintrat. Die Fischwirtschaft wurde wieder aufgenommen und bis 1842 betrieben und nochmals von 1917 bis 1923. Die größte nachgewiesene Fischernte datiert in das Jahr 1738: Es wurden über 300 Kilogramm Hechte, etwa 2,5 Tonnen Karpfen, 25 Kilogramm Barsche und 650 Kilogramm Weißfisch gefangen. Danach verringerte sich die Ernte ständig, bedingt durch Durchfrieren in Extremwintern, Austrocknen in Extremsommern, umfangreiche Teicharbeiten, undichten Abfluss (schlechter Stau), Nahrungsmangel und ständige Verkleinerung der Wasserfläche. Seit 1831 befindet sich der Teich und das Ried im Besitz von Siebleben (Kaufpreis 16.000 Reichstaler).
Der Teich diente auch zur Korbweidengewinnung für die Korbmacher aus Schönau vor dem Walde. 1842 erfolgte eine Trockenlegung des Teichs, er wurde mit Kohl bepflanzt, um das Schilf einzudämmen, allerdings ohne Erfolg. Seitdem wurden auf dem Teich Fasane und Enten ausgesetzt, die Zucht aber wieder wegen unwirtschaftlicher Jagdergebnisse eingestellt. Seit 1967 ist der Teich Naturschutzgebiet. Einige Naturliebhaber kämpfen immer noch gegen die drohende Verlandung. Der Teich bietet heute Lebensraum für verschiedene Vogelarten sowie für Durchzügler. Im Siebleber Teich leben Moorfrösche. Schilfröhricht- und Armleuchteralgengesellschaften finden sich hier ebenfalls. Das Gewässer wird heute ausschließlich mit Wasser aus der Geierslache versorgt, einer Quelle am nahegelegenen Seeberg bei Gotha.
Im Beisein der Bürgermeisterin der Partnerstadt Gastonia wurde am Ostufer des Teichs vor wenigen Jahren eine Sitzbank eingeweiht, die auf dem Baugrund eines früheren Hauses steht, dessen Grundmauern heute noch gut erhalten sind.
Heute ist das Gebiet des Siebleber Teichs ein Naturschutzgebiet mit einer Fläche von 27,33 Hektar.

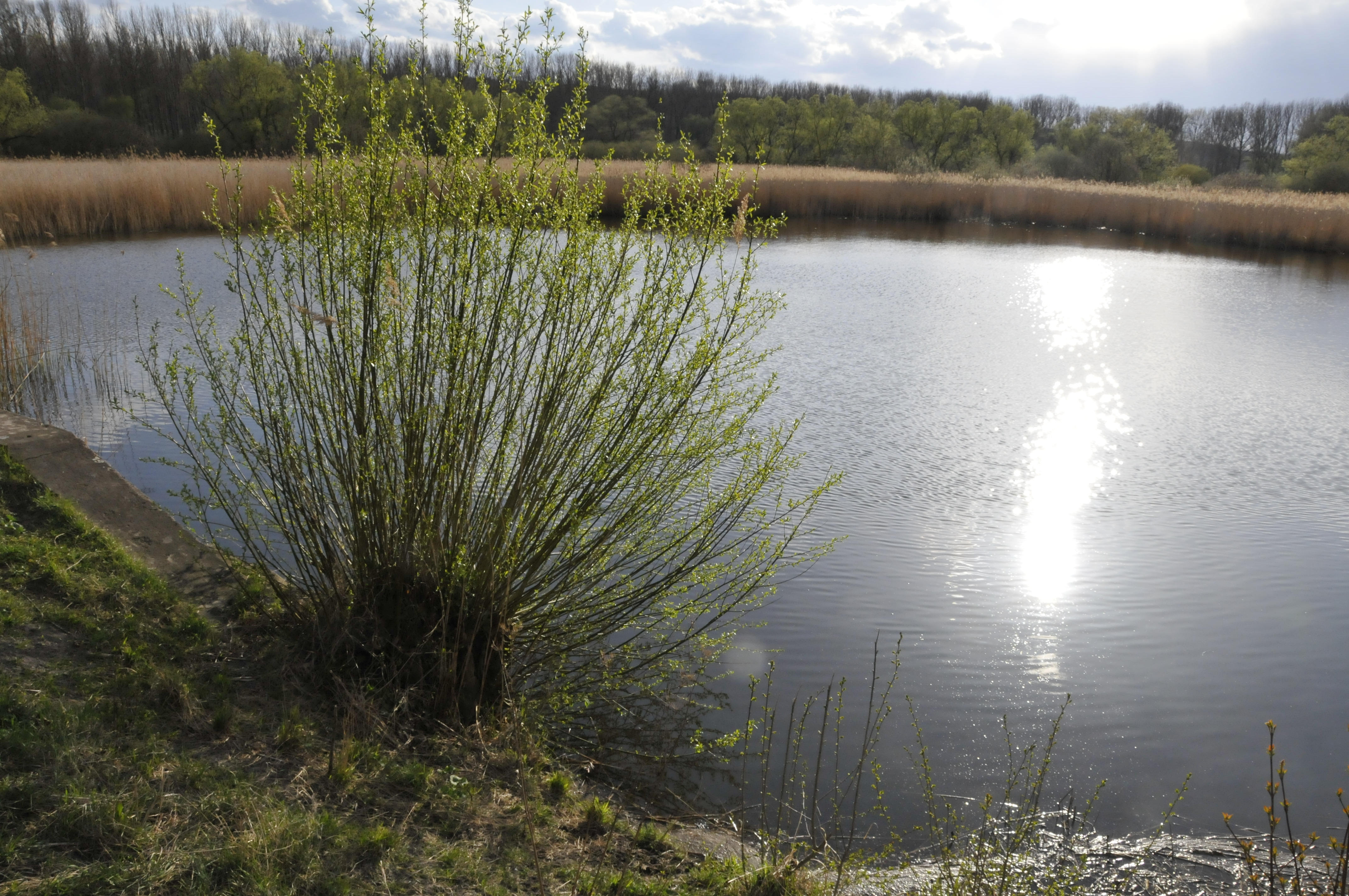
Der Siebleber Teich (Blick vom Ostdamm in Richtung Westen)
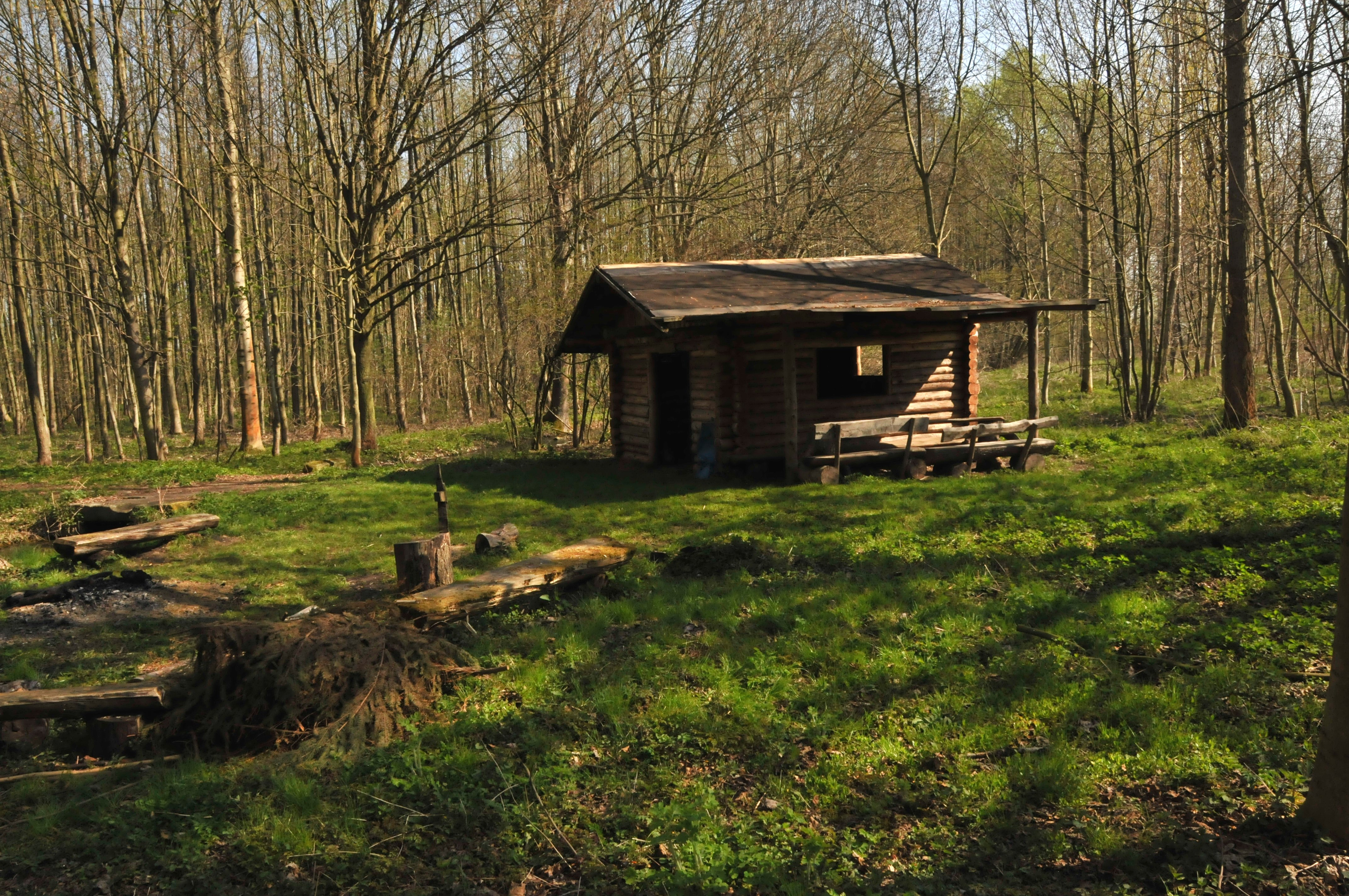
Blockhütte „Teichschenke“
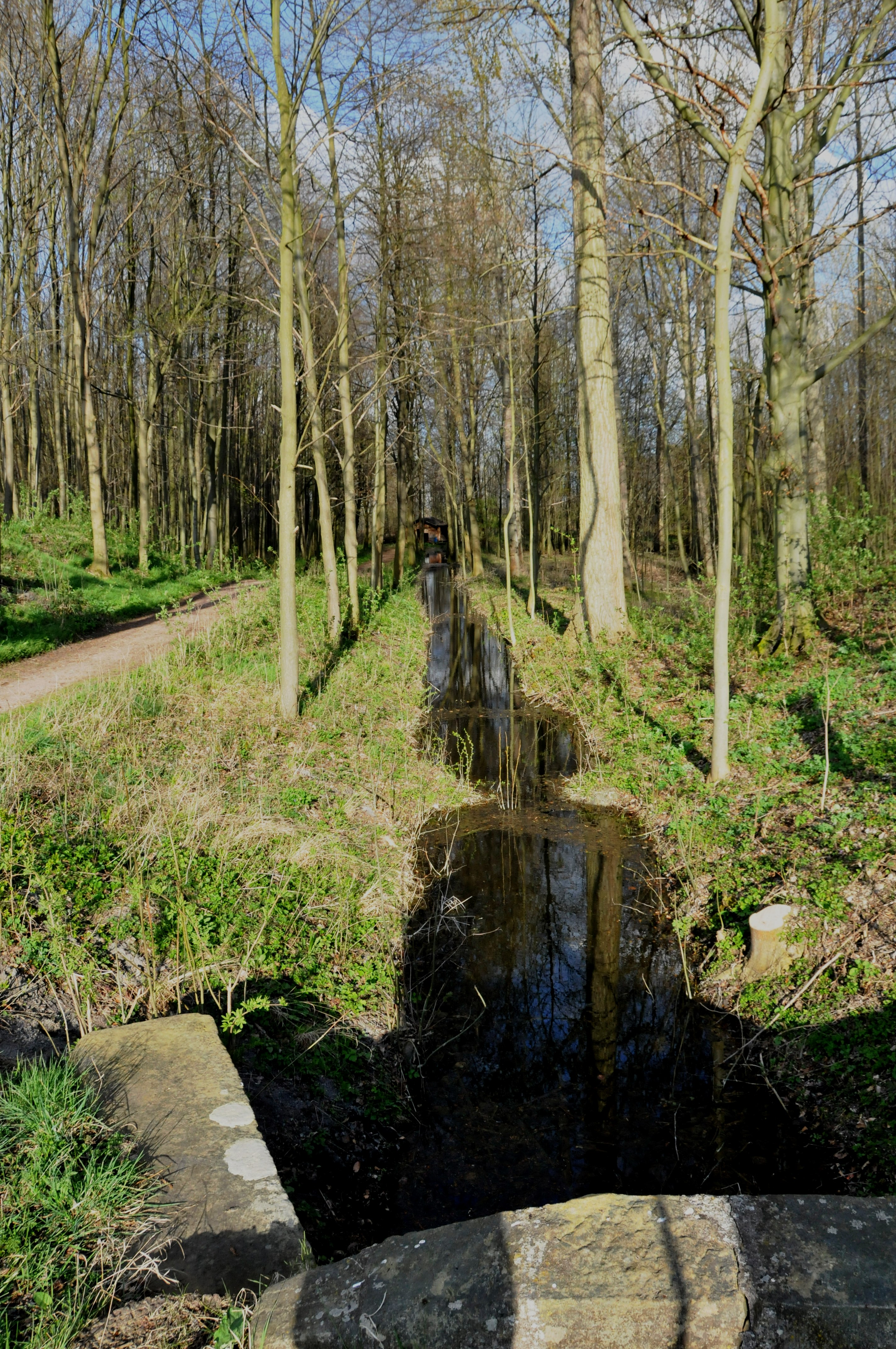
Abfluss am Ostdamm
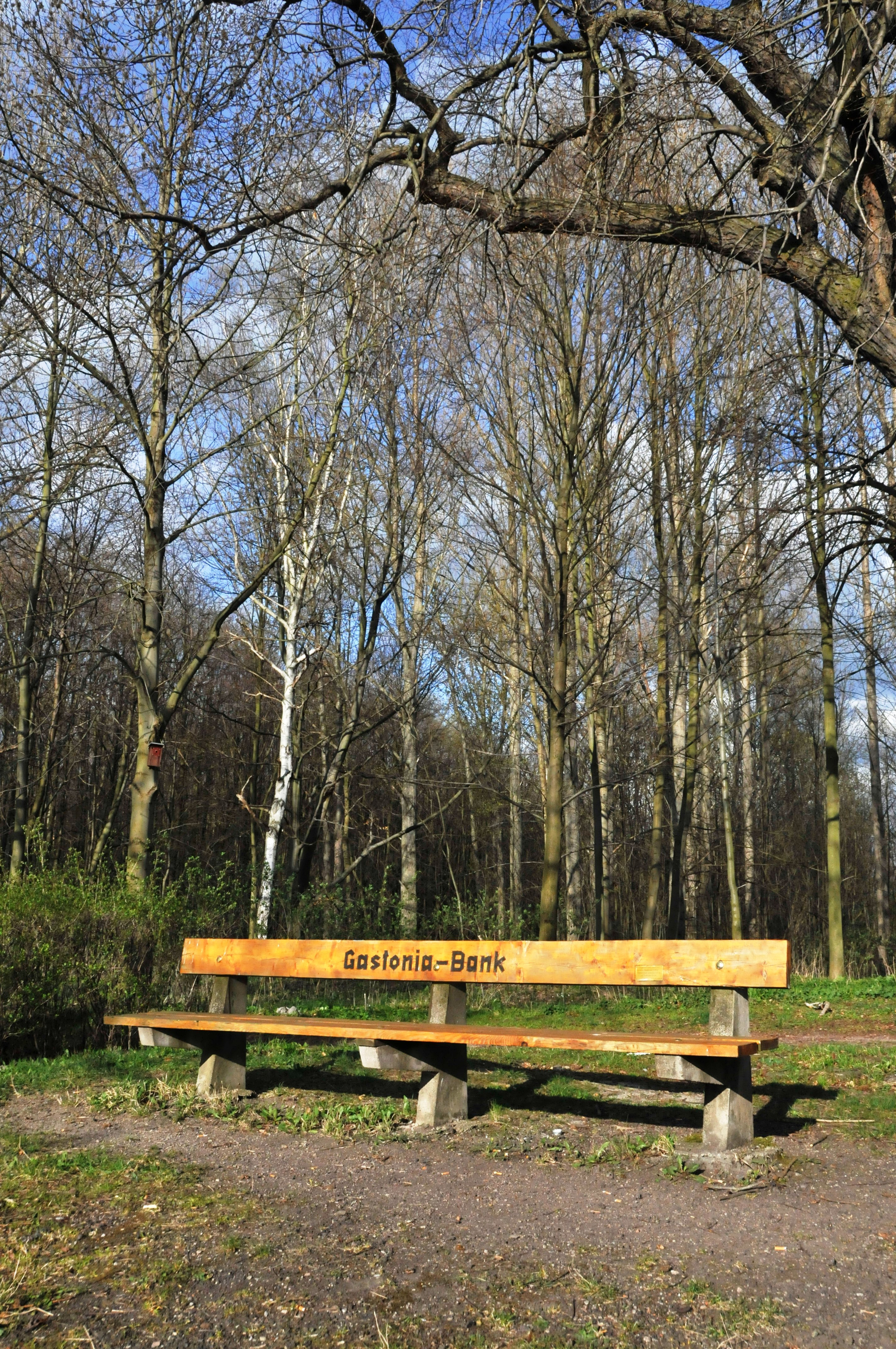
„Gastonia“-Sitzbank
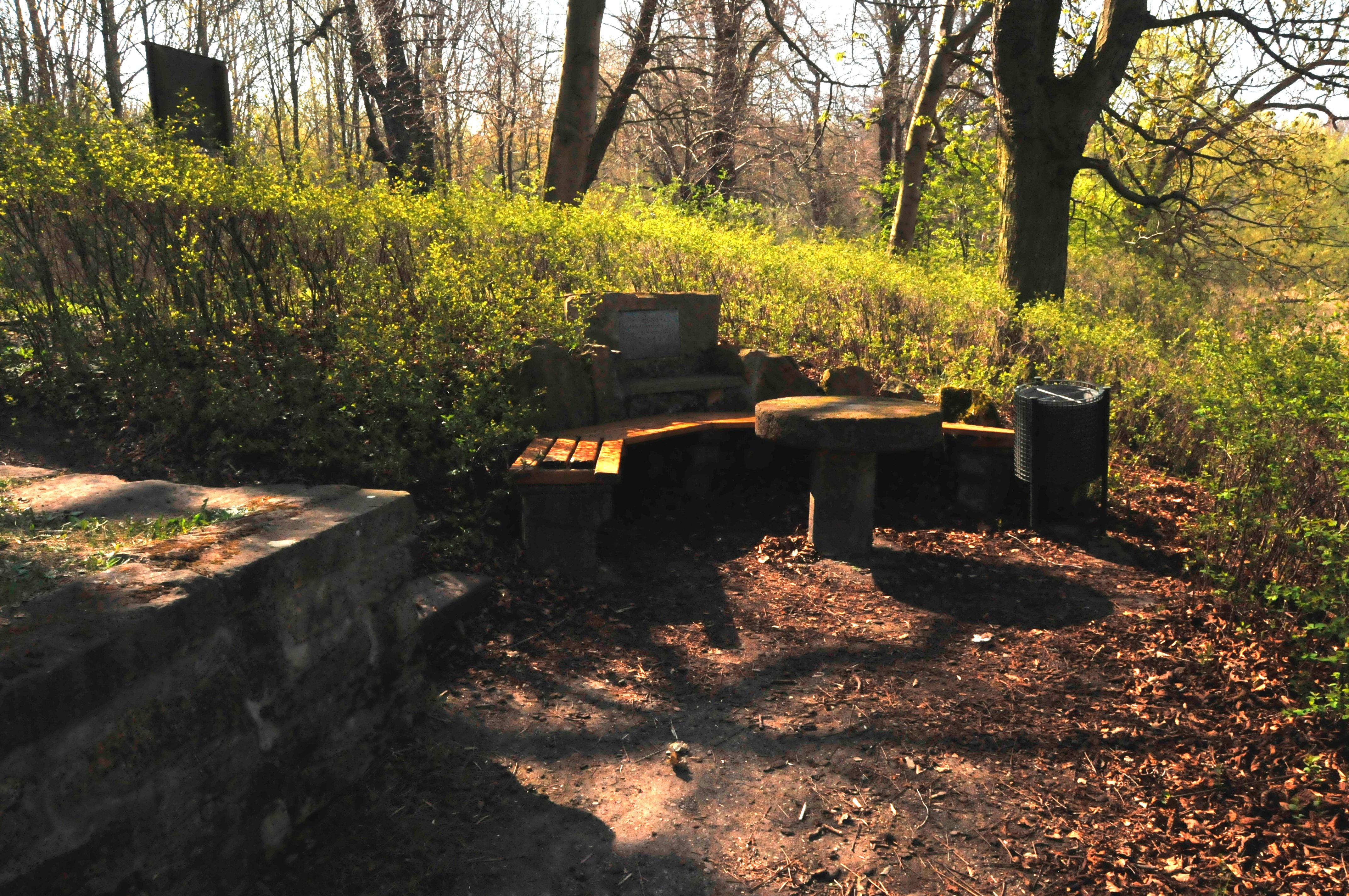
Sitzgruppe mit einer Gedenktafel an Hermann Löns
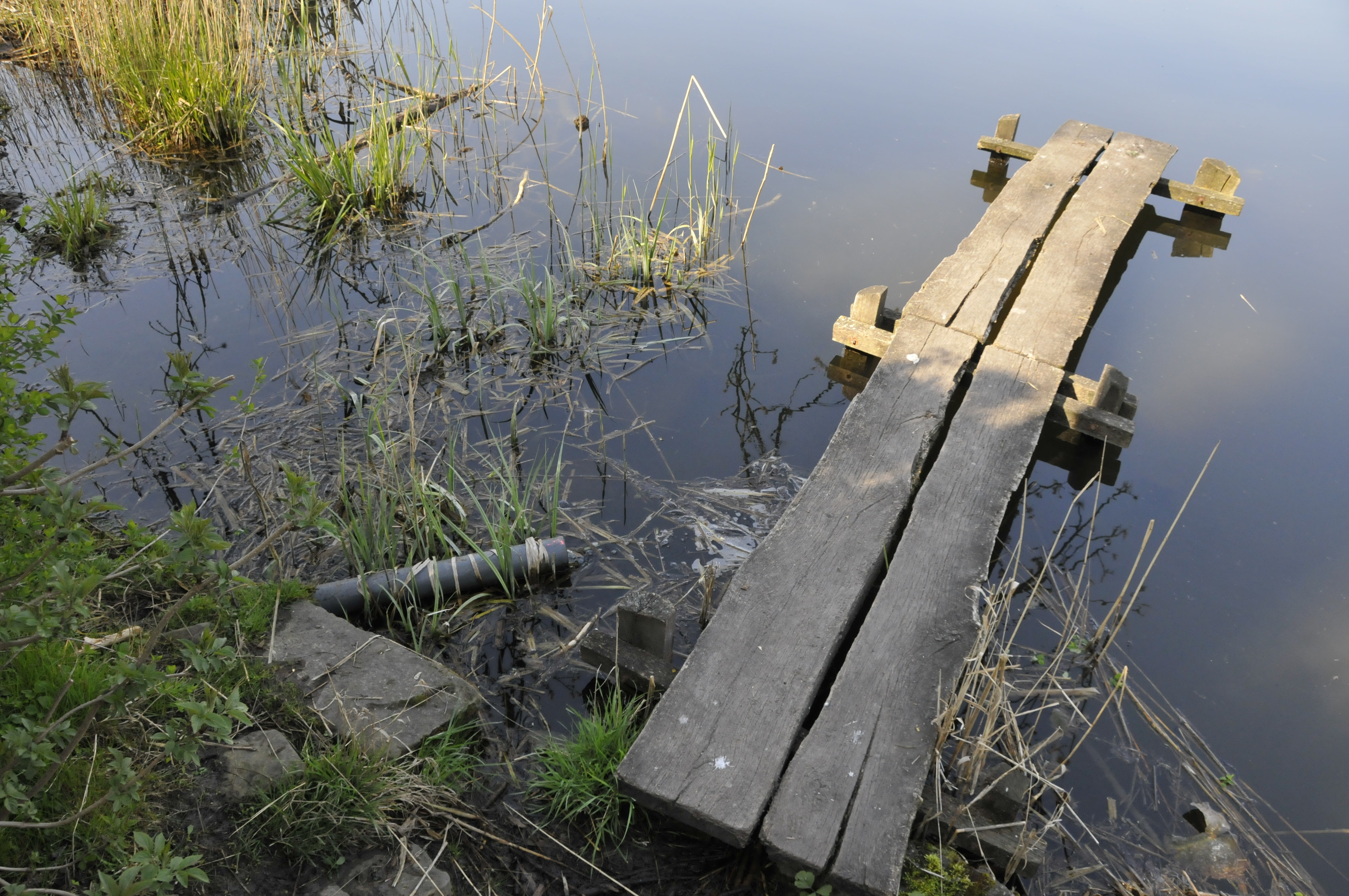
Bootssteg mit der Einleitung aus der Geierslache über ein Rohr

### Gesundbrunnen

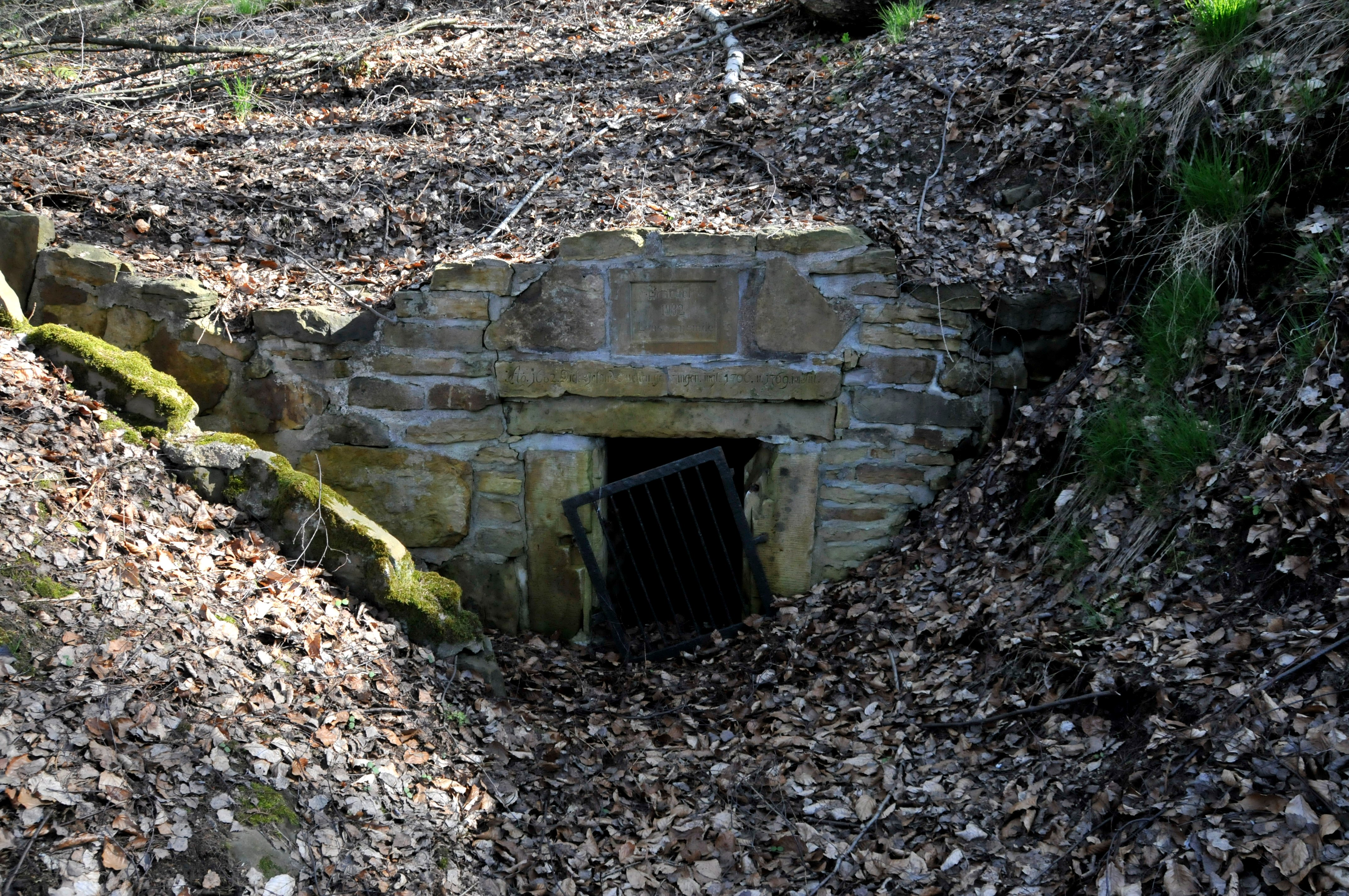
Der Gesundbrunnen – eine eingefasste, jedoch seit Jahrzehnten versiegte historische Quelle.

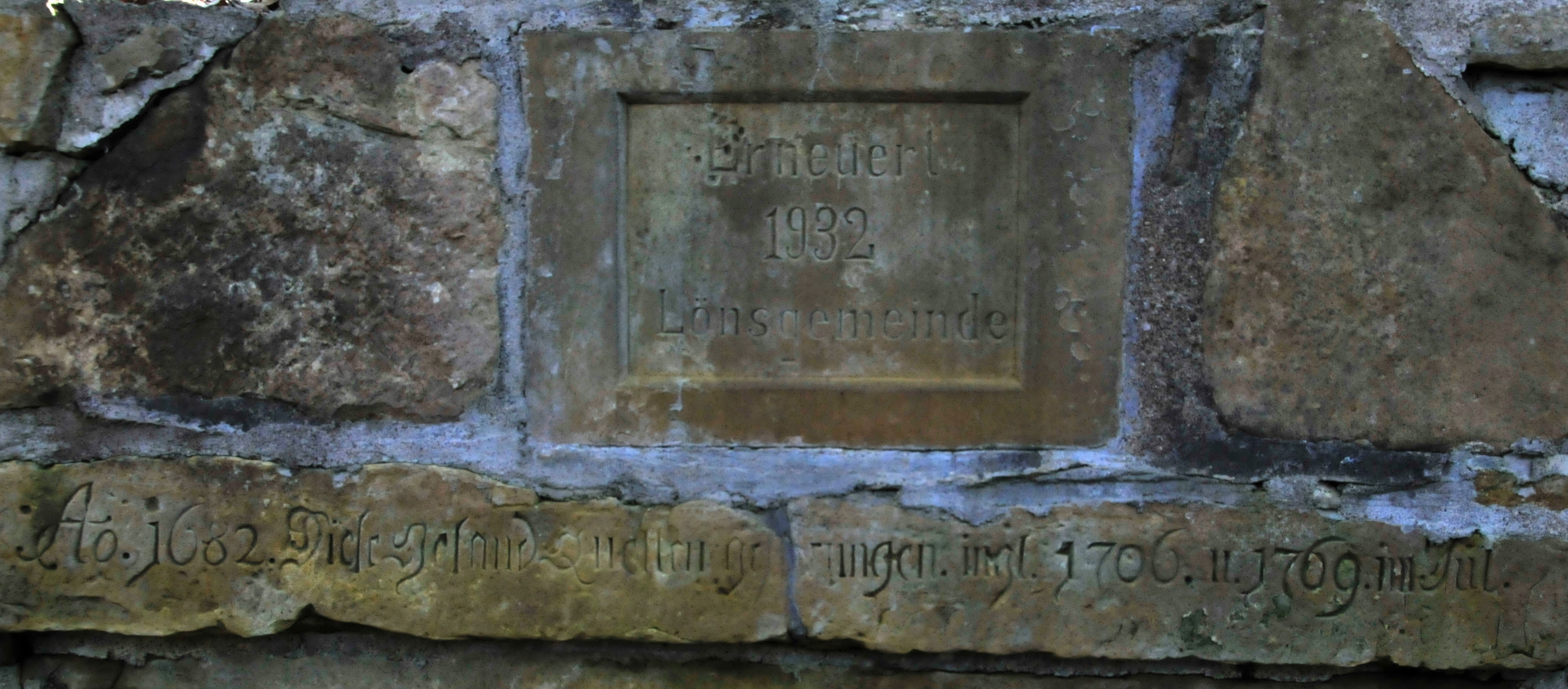
Inschriften über dem Tor der Quelleneinfassung: Erneuert 1932 Lönsgemeinde / Ao. 1682. Diese Gesundquellen gesprungen. ingl. 1706. u. 1769. im Jul.

Aus der aus der Barockzeit stammenden Inschrift über dem gemauerten Auslass der (derzeit versiegten) Quelle ist das Jahr ihrer ersten Erwähnung zu entnehmen: 1682. Der Sage nach soll die Quelle seinerzeit zufällig von einem Seeberger Schafhirten entdeckt worden sein, der von ihrem Wasser trank und dadurch von einer schweren Krankheit genas. Das Wasser soll heilende Kräfte gehabt haben, weshalb Menschen aus ganz Deutschland zum „Wasserkurort“ Seebergen kamen, um dank des Wassers vom Gesundbrunnen ihre Krankheiten zu lindern. In ihrer Blütezeit lieferten die drei Quellen täglich etwa 2000 Liter Wasser. Nach Trockenphasen floss das Wasser vor allem 1706 und 1769 wieder kräftiger, danach versiegte die Quelle immer wieder für mehrere Jahre beziehungsweise sogar Jahrzehnte. Ab 1932 bemühte sich die Löns-Gemeinde um die Erhaltung der Quellgestaltung. Nach Beschädigungen durch die Nationale Volksarmee fiel die Quelle erneut trocken und wurde 1993 von Seeberger Bürgern und 1997 von ABM-Kräften der Gemeinde saniert. Heute ist man bemüht, die Anlage wiederherzustellen, der Zugangsweg mit seinen sichernden Handläufen und der Quellbereich sind derzeit (April 2010) jedoch noch in renovierungsbedürftigem Zustand. Auch die ursprünglich über den Quellflussgraben führende Holzbrücke ist derzeit (Stand 2011) noch abgebaut.

## Denkmale und Gedenksteine

### Riesen-Stein und Gustav Zahn's Ruhe
Der Riesen-Stein steht zum Gedenken an Georg Riesen (1866–1925), den Gründer der Düppelgemeinde. Die ursprüngliche Anlage wurde nach seinem Tod, 1926, von der Düppelgemeinde errichtet. Sie sollte an die Verdienste von Riesen um die Gemeinde Seebergen erinnern, wurde jedoch, so wie ihre Nachfolgerin, in der Nachkriegszeit zerstört. Die heutige Anlage stammt aus 2001.
50 m weiter links im Wald ist der Gedenkstein für den Gothaer Naturforscher Gustav Zahn (1846–1921), der auch über die Flora des Seebergs geschrieben hat. Der Gedenkstein ist ohne Namensplatte.

### Friedrichsbuche
Die Friedrichsbuche erinnert an den Gothaer Oberförster Friedrich Fischer (1898–1977), der sich um neue Grünanlagen und die Aufschließung der Wälder durch neue Wege im Raum Gotha verdient gemacht hat. Am Fuße einer von seinen Waidgenossen der Jagdgesellschaft gestifteten Rotbuche steht der Gedenkstein, seiner bronzenen Tafel beraubt.

### Hofmanns Ruh'
So bezeichnen Freunde von Karl „Karli“ Hofmann eine Sitzgelegenheit, die sie zu Ehren des Gothaer Revier- und Oberförsters auf dem Seeberg errichteten. Hofmann wurde 2002 für sein engagiertes Handeln in Sachen Naturschutz mit dem Umweltpreis 2002 geehrt.

### Veit-Stein
Der Gedenkstein zu Ehren von Erich Veit, dem Initiator des Naturschutzes im Stadt- und Landkreis Gotha und von 1935 bis 1965 ehrenamtlichen Kreisnaturschutzbeauftragten steht wenige Meter vom Parkplatz des Gothaer Tierparks entfernt. Der Fachlehrer für Mathematik und Biologie erwarb sich Anerkennung als Pilzberater, Führer bei botanischen Wanderungen und Mitbegründer des naturkundlichen Heimatmuseums. Er war Mitarbeiter am Orthopädischen Kinderkrankenhaus am Seeberg und schuf Naturschutzgebiete in Gotha, Waltershausen, Tabarz und Winterstein. Anlässlich seines 31. Todestages wurde ihm zu Ehren am 15. November 1996 der Veit-Stein errichtet.

### Blockhütte und Deinhards Ruhe
Eine Blockhütte und ein Gedenkstein sind dem Gönner der Stadt Gotha, Johann Friedrich Deinhard, gewidmet. Er hatte der Stadt nach seinem Tode 35.000 Mark zur Errichtung eines Schwimmbades, dem heutigen Alten Stadtbad überlassen.

### Gratz-Platz
August Gratz war Forstheger unter Hierling, der sich um die Hege am Kleinen Seeberg Verdienste erwarb. Sein Gedenkstein steht heute an der Straßengabel vor der Alten Sternwarte, ursprünglich am heutigen Standort des Wirtschaftsgebäudes.

### Herzog-Stein
In Bezug auf den Seeberg war das größte Verdienst des Herzogs Ernst II. (1745–1804) der Bau der Seeberg-Sternwarte. Er wird durch einen Gedenkstein gewürdigt, der am 20. April 1904 aus Anlass seines 100. Todestages feierlich enthüllt wurde.

### Zach-Stein
Der ungarische Baron, Vermessungsingenieur und Astronom Franz Xaver von Zach wurde 1786 von Herzog Ernst II. nach Gotha berufen. Zum Gedächtnis an den ersten Leiter der Seeberg-Sternwarte steht heute der Zach-Stein im Biergarten der Alten Sternwarte. Die Gedenktafel wurde anlässlich seines 250. Geburtstags (4. Juni 1754) am 27. Oktober 2004 an einer historischen Säule befestigt, die einst die astronomische Uhr der Sternwarte trug.

### Hierlings Ruhe
Zu Ehren des Geheimen Staatsrats Theodor Hierling, der von 1843 bis 1926 lebte, errichtete der Thüringer Waldverein eine Anlage mit Gedenkstein und Sitzbank. Der Jurist wirkte in Ohrdruf, als Gefängnisdirektor in Ichtershausen, Gotha, Friedrichswerth und Gräfentonna. Er bekleidete einflussreiche Posten als Staatssekretär, Vorstandsmitglied, Aufsichtsratsmitglied und Ministeriumsmitglied unter Herzog Alfred. Unter dessen Nachfolger, Herzog Carl Eduard wurde er als Leiter der Abteilung "Forst" auch für den Seeberg verantwortlich und sorgte für die Aufforstung des Seebergs. 1926 war die Anlage mit Bank und Gedenkstein stark zerstört und wurde erneuert. 2001 wurde die Platte gestohlen und darauf von ansässigen Firmen ersetzt.

### Löns-Denkmal

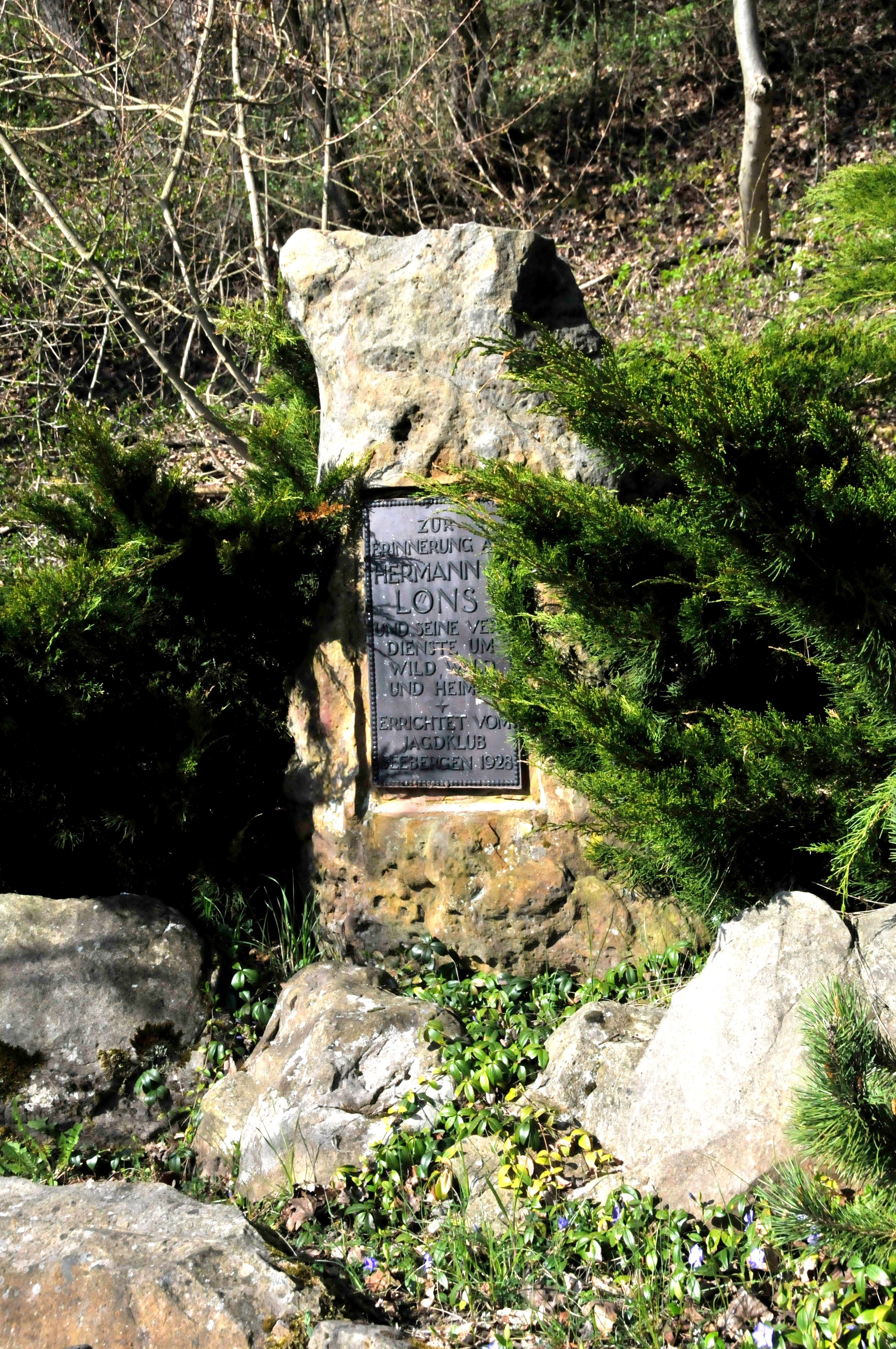
Löns-Denkmal bei Seebergen

Das ursprüngliche Denkmal für Hermann Löns wurde am 26. August 1928 von der Seeberger Jagdgesellschaft an der höchsten Stelle des Seeberges errichtet. Die Lönsgemeinde gründete sich am 4. Juni 1932 auf Betreiben des Seeberger Bürgers Rudolf Spittel und sah ihre Aufgabe in der Pflege und Erhaltung der Tier- und Pflanzenwelt. Das Denkmal wurde 1972 aus militärischen Gründen von der NVA abgerissen. Zum Wiederaufbau wurde das Baumaterial des alten Denkmals benutzt. Die Einweihung erfolgte am 19. September 1998. Das heutige Löns-Denkmal steht oberhalb des Düppel-Parkplatzes.

## Wege

### Naturlehrpfad
Der Naturlehrpfad befindet sich am Kleinen Seeberg und ist ein Teil des Wanderweges zur ehemaligen Sternwarte Gotha. Der Pfad beginnt oberhalb des Parkplatzes des Gothaer Tierparks. Es wird die heimische Flora und Fauna am Wegesrand durch beschriftete Schilder beschrieben und erklärt. Ein Rondell am Rastplatz bietet mit Hinweistafeln einen bebilderten Gesamtüberblick über die vorkommenden Tiere und Pflanzen am Seeberg. Der Gothaer Tierpark liegt unterhalb dieses Weges und bietet eine weitere Möglichkeit, sich die heimische Tierwelt anzusehen.

### Graf-Gleichen-Weg
Der Graf-Gleichen-Weg, benannt nach dem Adelsgeschlecht der Grafen von Gleichen, ist ein Wanderweg, der von Gotha zur Veste Wachsenburg führt. Er ist 20 Kilometer lang, hat einen leichten Schwierigkeitsgrad und verläuft über den Seeberg zum Gasthof „Düppel“, durch Seebergen zum Wechmarer Speicher, in das Freudenthal und an der Burg Gleichen vorbei zur Wachsenburg.

## Historische Orte

### Seeberg-Sternwarte

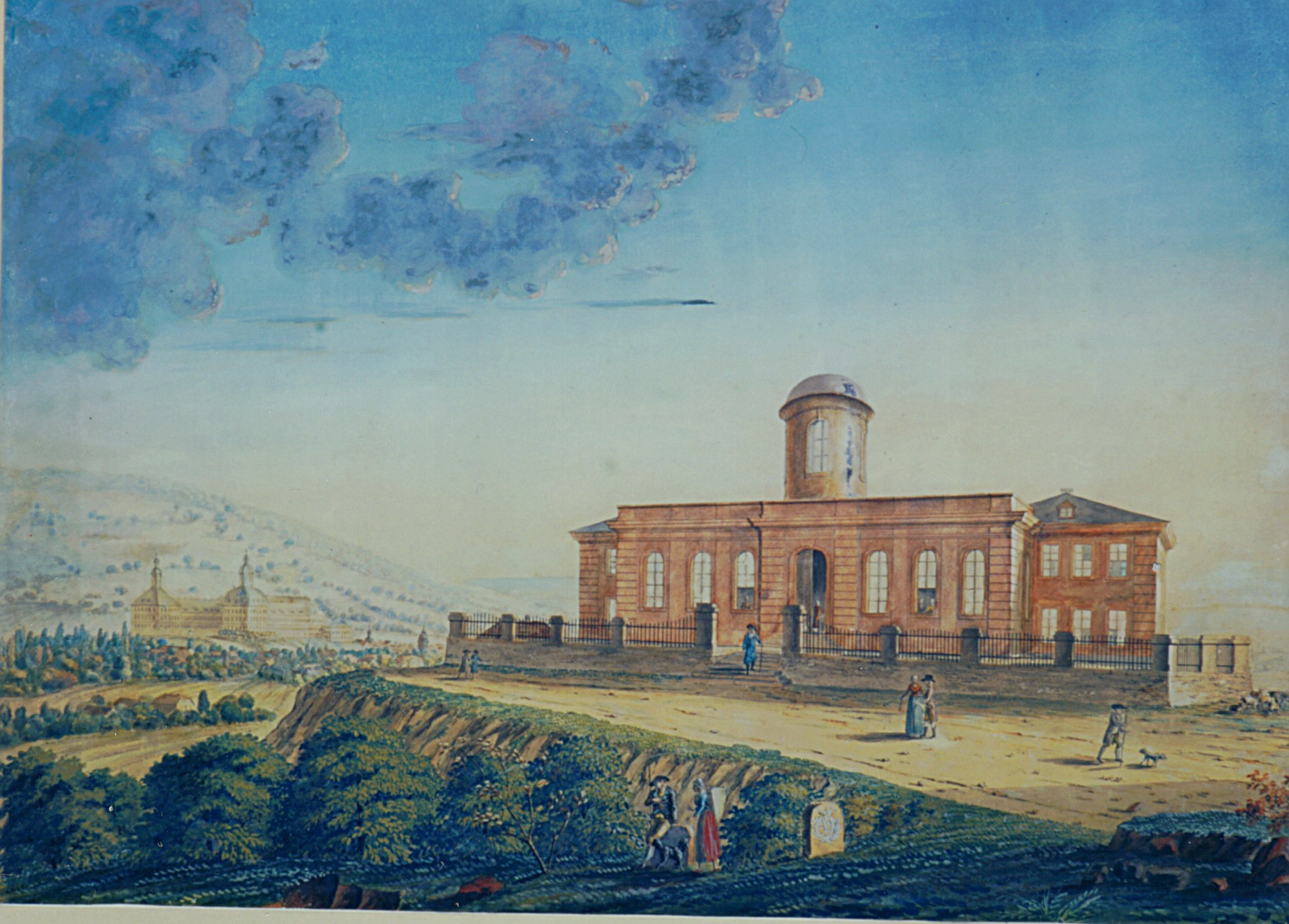
Seebergsternwarte 1800

1787 bis 1791 wurde am Westhang des Seebergs, noch auf dem Stadtgebiet von Gotha, unter Herzog Ernst II. die Seeberg-Sternwarte gebaut. Die wissenschaftliche Leitung lag anfangs bei Franz Xaver von Zach. Seine Nachfolger waren Bernhard August von Lindenau, Johann Franz Encke und Peter Andreas Hansen. 1839 verließ dieser als damaliger Direktor den Seeberg. Er rettete einen Teil der Instrumente in die neue Sternwarte in der Gothaer Jägerstraße (s. Sternwarte Gotha). Die verfallende Seeberg-Sternwarte diente bis zu einem Brand im Jahr 1901 als Gaststätte. Heute erinnern zwei Gedenktafeln im Gelände der 1904 neu gebauten Gaststätte "Alte Sternwarte" an den Stifter der Seeberg-Sternwarte Herzog Ernst II. und ihren ersten Leiter Franz Xaver von Zach.

### Schmiedebrunnen
Die Quellstube des Schmiedebrunnens wurde von zwei Naturliebhabern 2004 mit Hilfe der Wasserwirtschaft der Stadt Gotha wiederhergestellt. In dieser Gegend gab es archäologische Funde aus der frühen Bronzezeit. Hier fanden die frühen Siedler fruchtbaren Boden, Wald und Wasser. Aus der späteren Eisenzeit wurden Schlackesteine gefunden, ein Hinweis auf die Verarbeitung, das Schmieden von Eisen. Ursprünglich wurde das Wasser durch eine Holzleitung zum Siebleber Mönchshof geleitet, um einen Springbrunnen zu speisen. Anlässlich des Baues der Bahnlinie Gotha-Erfurt am nördlichen Fuß des Seebergs wurde die Leitung durch eine Gussleitung ersetzt und in Form eines Dükers unter dem Gleis durchgeführt. Das Wasser wurde nach Siebleben in die Oberstraße geführt, um dort einen Laufbrunnen zu speisen. Heute ist geplant, das Wasser zum Siebleber Teich umzuleiten. Die Quelle gibt über 50 m³ Wasser pro Tag ab.

### Iffland-Quelle

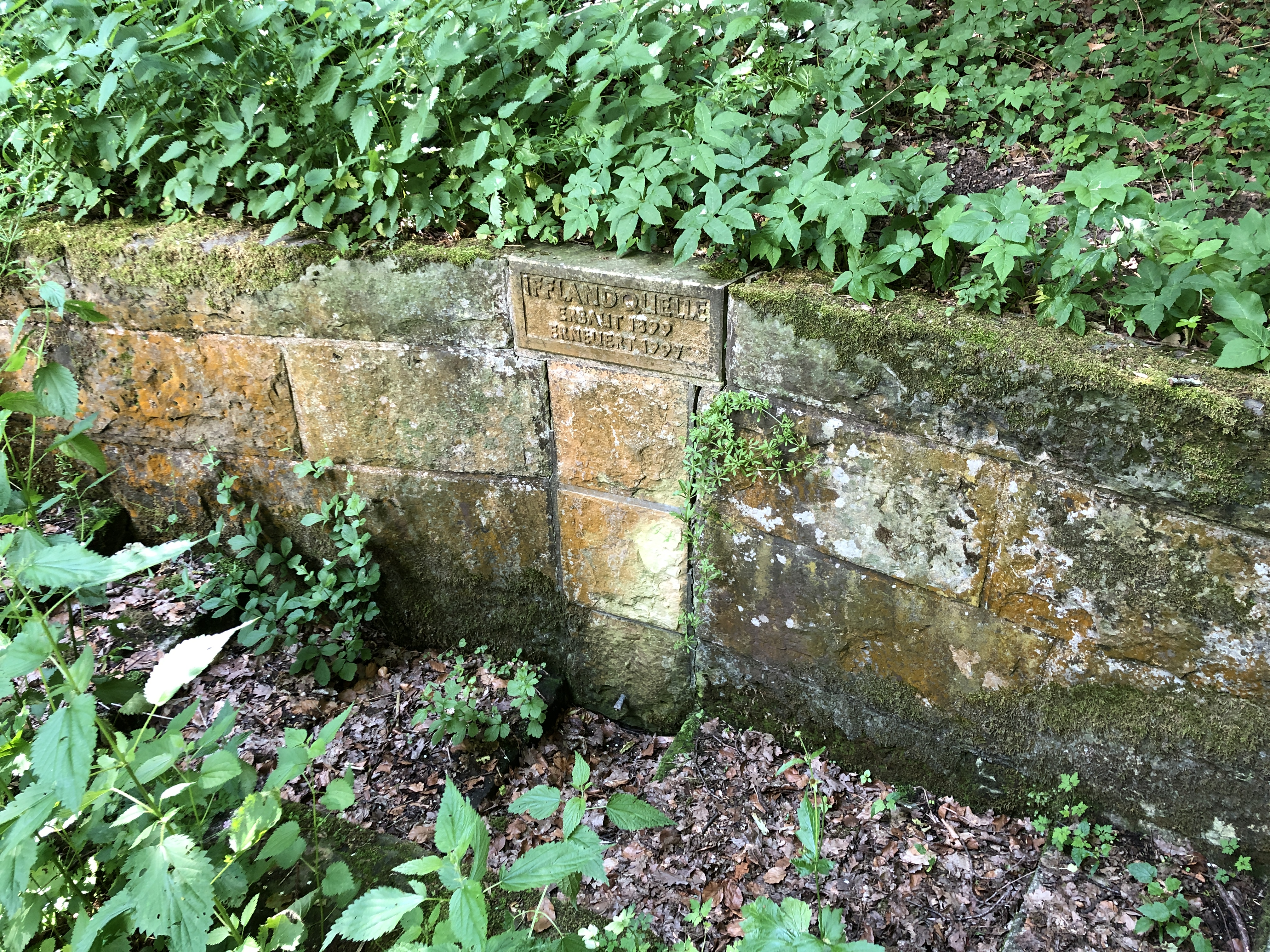
Ifflandquelle

Bereits im 17. Jahrhundert wurde die Quelle am Siebleber Hölzchen erwähnt und 1778 durch den Schauspieler August Wilhelm Iffland bekannt. Er traf sich hier mit seinen Kollegen Heinrich Beck und Johann David Beil während des Theaterengagement der drei beim Hoftheater Gotha. Alle drei waren übrigens Schüler des Schauspielers Conrad Ekhof.
Die natürliche Quelle wurde 1899 gefasst, und ein Jahr später erhielt sie den Namen Iffland-Quelle auf Bitten des Gothaer Geschichtsvereins. Neben der Quelle wurde vor dem Naturdenkmal Iffland-Eiche eine Bank aufgestellt. Die Quelle führte trotz mehrfacher Sanierungsmaßnahmen nicht immer Wasser. Die Bank wurde wieder entfernt, um Personen vor herabstürzenden Ästen zu schützen, und in eine neue Sitzgruppe in sicherer Entfernung integriert.

### AusflugsgaststätteDüppel

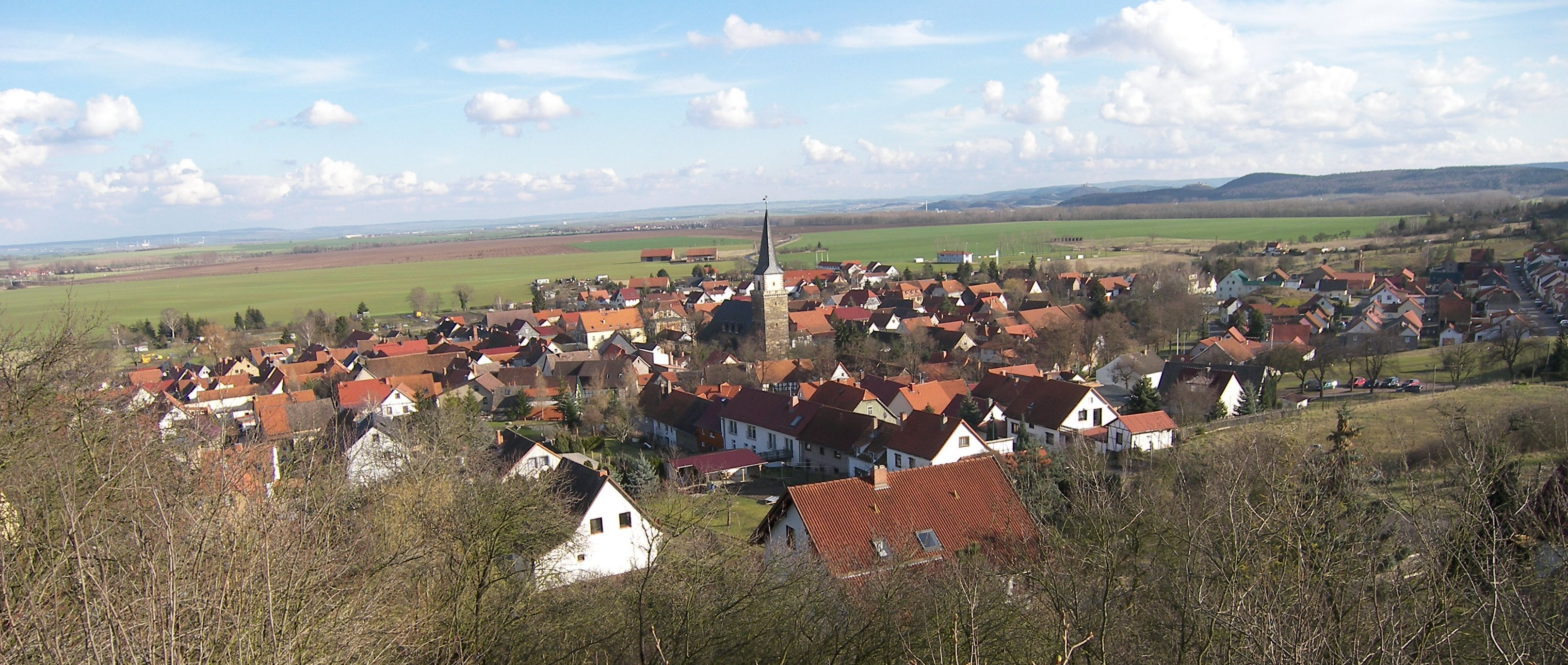
Seebergen vom Düppel

Am Nordosthang des Großen Seebergs, auf der Ludwigshöhe, befindet sich die 1862/63 errichtete Ausflugsgaststätte Düppel. Sie war vom Seeberger Ludwig Schüller als kleine Schankwirtschaft errichtet wurden. Der Name wird nach Überlieferungen auf ehemals an den Düppeler Schanzen kämpfende und dann nach Gotha versetzte Soldaten zurückgeführt, die für den Besuch in der Ausflugsgaststätte den Spruch prägten "Lasst uns die Düppler Schanzen stürmen". Ursprünglich wurde sie auch als Vereinslokal genutzt, auch von der Düppelgemeinde und der Lönsgemeinde.

### Heilige Lehne
Die Heilige Lehne ist ein Gräberfeld am Großen Seeberg aus der Eisenzeit. Die Ausgrabungen erfolgten ab 1927 durch Professor Georg Florschütz. Es wurden hier 4000 bis 5000 Jahre alte menschliche Siedlungsüberreste gefunden.

### Historischer Wasserleitungsstollen auf dem Seeberg
Von der Stadt Erfurt wurde 1897 dieser Stollen mit einer Länge von 500 Metern zur Wassergewinnung angelegt. Im Jahr 1899 wurde er jedoch wieder von der Stadt Erfurt wegen zu geringer Fördermenge stillgelegt. Die Gemeinde Seebergen übernahm diesen Stollen 1926 zur Wassernutzung. Er ist aber heute nicht mehr in Betrieb.

### Ehemaliger Raketenstützpunkt der NVA
Auf dem Kamm des Berges befand sich ein Raketenstützpunkt der NVA. Das Objekt diente zur Luftverteidigung der DDR-Grenze. Die Anlage war kreisförmig aufgebaut, und in der Mitte befand sich die Kommunikationszentrale mit Bunker. Noch heute kann man deutlich Spuren dieser Vergangenheit sehen.